# Духовне училище
Духовне училище в Російській імперії — з 1808, нижчий духовно-навчальний заклад (повітовий або парафіяльний).
Духовний регламент (1721) наказував засновувати всестанові училища при архієрейських будинках (архієрейські школи) і монастирях. Регламент передбачав відкриття духовних шкіл у всіх єпархіях; навчатися в них зобов'язані були всі діти духовенства «в надію священства». Ті з дітей, які ухилялися від навчання в цих школах, виключалися з духовного стану. Така організація духовної школи зіграла вирішальне значення в зміцненні кастового характеру духовенства в Росії синодального періоду.
В 1808 була заснована «Комісія духовних училищ», яка склала перший статут духовно-навчальних закладів, за яким вони розподілялися на три групи: нижчі — духовні училища (повітові і парафіяльні), середні — духовні семінарії та вищі — духовні академії.
Духовні училища призначалися «для початкової освіти і підготовки дітей до служіння православній церкві». Як установи підготовчі для осіб, які мають вступати в семінарії, училища перебували «в живому і нероздільному зв'язку з семінаріями». Утримувалися на кошти, які вишукувало духовенство кожної єпархії, і перебували у віданні єпархіального архієрея, під загальним управлінням Священного Синоду.
Безпосереднє піклування про них ввірялось місцевому духовенству. Навчально-виховна частина складалася під керівництвом місцевих семінарських правлінь, a безпосереднє управління довірялося доглядачеві (і його помічнику) та правлінню (у складі доглядача і вчителів), що відав справами з навчальної, моральної та господарської частин. Число духовних училищ в кожній єпархії залежало від засобів її та потреб місцевого духовенства.
В училища приймалися діти православних духовних осіб безкоштовно, a з інших станів — з платнею.
Училища мали 4 класи, програма яких наближалась до програми чотирьох класів гімназій.
На початок XX століття існувало 185 духовних училищ; учнів близько 30 тисяч.

## Православні духовні училища

### Історичні
- Полтавське духовне училище

### Українська православна церква (Московський патріархат)

#### Нині діючі
- Володимир-Волинське регентське духовне училище (трирічне)
- Городоцьке духовне училище регентів-псаломників
- Миколаївське духовне училище (на території Миколаївського єпархіального управління)
- Мукачівське духовне училище
- Регентсько-катихізаторське духовне училище (при Свято-Троїцькому Корецькому ставропігійному монастирі)
- Свердловське духовне училище
- Сумське пастирсько-богословське духовне училище
- Чернігівське духовне училище

### Українська православна церква (Київський патріархат)
- Алчевське духовне училище
- Східно-українське духовне училище